# Alverină
Alverina (cu denumirea comercială Meteospasmyl, printre altele) este un medicament antispastic musculotrop utilizat în tratamentul tulburărilor de tranzit gastrointestinal, uneori în asociere cu simeticonă. Calea de administrare disponibilă este cea orală.
Alverina acționează ca agent antimuscarinic, dar prezintă și un efect slab de agonist al receptorilor miu opioizi.